# Johannes Heinrich Wedemann
Johannes Heinrich Wedemann, auch: Hans Heinrich Wedemann (* um 1620 vielleicht in Schwerin; † 15. Juli 1685 in Lübeck) war ein deutscher Jurist und Kanzler von Mecklenburg-Schwerin.

## Leben
Zum Leben des Juristen Johannes Heinrich Wedemann finden sich bisher nur dürftige Angaben. Vermutlich stammte er aus Schwerin bzw. aus dem (Mecklenburg-)Schwerinschen Landesteil. Er war der Sohn des Schweriner Kapitelsyndikus Joachim Wedemann und erbte die von diesem erworbene frühere Domherrenkurie in Schwerin, wo später das Hôtel de Paris stand.
Ab 1639 absolvierte er ein Studium der Rechtswissenschaften in Rostock und vermutlich in Helmstedt, wo er (Johannes Henricus Wedemannus Sverino-Megapolitanus) nach einer 1648 vorgelegten Dissertation am 25. September 1649 zum Dr. iur. utr. promoviert wurde.
In den 1650er Jahren scheint Wedemann sich als Advokat in Schwerin niedergelassen zu haben. Spätestens seit Anfang der 1660er Jahre war er für Schweriner Regierungsbehörden tätig. Im Januar 1661 wurde er zum herzoglichen (Regierungs-)Rat im Kammerkollegium des Landesteils Mecklenburg-Schwerin berufen, am 21. Oktober 1662 zum Geheimen Rat im Dienst des (regierenden) Herzogs von Mecklenburg-Schwerin, Christian Ludwig I., dessen Gunst er bald gewann. 1663 vertrat Wedemann die Interessen des Herzogs auf dem Reichstag in Regensburg. Am 30. März 1665 ernannte jener ihn zu seinem Vizekanzler, am 7. März 1670 schließlich zum Kanzler seiner Schweriner Regierungsbehörde.
Den schnell und ständig wechselnden Launen seines Landesherrn ausgesetzt, dabei mehrfach von Gunstverlust und Inhaftierung in den sogenannten „Bleikammern“ (Verlies) des Schweriner Schlosses bedroht, verwaltete Wedemann das ranghohe Regierungsamt des herzoglichen Kanzlers anscheinend bis zu seinem Tode. Naturgemäß kommt sein Name vielfach in fürstlichen Korrespondenzen dieser Zeit vor. Gemeinsam mit dem Direktor der herzoglichen Justizkanzlei, Alexander Kirchberg, war er in den 1660ern maßgeblich an der Urteilspraxis bei mecklenburgischen Hexenprozessen beteiligt. Im Gegensatz zu seinem Landesherrn befürwortete Wedemann zusammen mit Kirchberg eine äußerst harte Urteilspraxis, die meist mit dem Tod für die Angeklagte endete.
Als Kirchberg 1677 beim Herzog in Ungnade gefallen war und Wedemann sich für ihn eingesetzt hatte, zogen sich auch über ihm dunkle Wolken zusammen. Durch Flucht nach Lübeck brachte sich der Kanzler (zunächst) in Sicherheit.
Über Wedemanns weiteres Schicksal gehen die Meinungen der wenigen Analysten auseinander. Mal heißt es, Wedemann sei trotz dieser Ereignisse weiterhin im Amt geblieben, dann wieder, durch die Ereignisse "fällt er in Ungnade, nimmt die ihm in Aussicht gestellte Entlassung eigenmächtig, zieht mit der Familie 1679 nach Lübeck, woselbst er unerachtet aller Anforderung des Herzogs Christian Louis, der ihm hat Versöhnung angedeihen lassen, verbleibt, jedoch seine erforderten 'bona consilia' ertheilt."
Wedemann starb am 15. Juli 1685 in Lübeck. Im September wurde sein Leichnam nach Schwerin überführt, um dort im Wedemannschen Erbbegräbnis beigesetzt zu werden. Sein Name kommt heute nahezu ausschließlich in Darstellungen zu Person und Regierungszeit des mecklenburgischen Herzogs Christian Ludwig I. vor. Seine Witwe besaß noch 1687 sein Schweriner Vaterhaus.

## Werke
- Diss. inaug. de Substitutionibus (Helmstedt, 1648).